# Епархия Танджора
Епархия Танджора (лат. Dioecesis Taniorensis) — епархия Римско-Католической церкви c центром в городе Танджавур, Индия. Епархия Танджора входит в митрополию Пудучерри и Куддалора. Кафедральным собором епархии Танджора является церковь Святейшего Сердца Иисуса.

## История
13 ноября 1952 года Римский папа Пий XII выпустил буллу Ex primaevae Ecclesiae, которой учредил епархию Танджора, выделив её из епархии Сан-Томе и Мелапора (сегодня — Архиепархия Мадраса и Мелапора).

## Ординарии епархии
- епископ Rajarethinam Arokiasamy Sundaram (4.02.1953 — 12.09.1986);
- епископ Packiam Arokiaswamy (12.09.1986 — 28.06.1997);
- епископ Devadass Ambrose Mariadoss (28.06.1997 — по настоящее время).

## Источник
- Annuario Pontificio, Ватикан, 2007
- Булла Ex primaevae Ecclesiae, AAS 45 (1953), стр. 214  (лат.)